# Acronicta glaucoptera
Acronicta glaucoptera là một loài bướm đêm trong họ Noctuidae.